# Jorgelina Aranda
Pour les articles homonymes, voir Aranda.
Jorgelina Aranda (19 août 1942 - 10 janvier 2015) est une actrice argentine, personnalité de la télévision et mannequin.

## Biographie
Née à Buenos Aires, elle fait ses débuts dans la publicité. Elle tient son premier rôle au cinéma en 1965, avec la comédie à l'italienne Il gaucho de Dino Risi, puis apparaît dans de nombreux films, souvent des comédies, aux côtés d'Alberto Olmedo (en) et de Jorge Porcel (en). Elle gagne en popularité avec sa participation à l'émission de variétés Si lo sabe cante sur Telefe.
Elle était mariée au producteur de télévision Eduardo Consuegra.

## Filmographie
- 1965 : Un italiano en la Argentina
- 1972 : ¿De quiénes son las mujeres?
- 1972 : Todos los pecados del mundo
- 1973 : Este loco, loco, Buenos Aires
- 1975 : El inquisidor de Lima
- 1976 : Basta de mujeres
- 1977 : Hay que parar la delantera
- 1979 : Expertos en pinchazos
- 1980 : La playa del amor
- 1980 : Departamento compartido
- 1981 : Amante para dos
- 1981 : Abierto día y noche
- 1986 : El fuego del pecado (filmada en 1974).
- 1986 : Soy paciente